# 뉴스 라이브 저녁 5시
뉴스 라이브 저녁 5시(ニュースLIVE! ゆう5時)는 NHK 종합 텔레비전에서 2022년 4월 4일에 첫 방송되어 2024년 3월 7일 까지 방송되었던 저녁 뉴스 프로그램이다.

## 방송 개요
지난 2015년 3월 30일 첫방송을 시작해 2022년 3월 31일까지 방송해 온 '뉴스 시부 5시'를 '일본 열도의 지금을 라이브로 전하는 뉴스'를 컨셉으로 대폭 쇄신하는 것으로, 이 프로그램에서는 그날의 사건을 짧게 정리한 뉴스와 일본 각지의 생중계를 도입해 그날의 분위기를 느낄 수 있는 프로그램을 목표로 하고 있는 프로그램이다.

## 방송 시간
- 월 ~ 목 저녁 5시 ~ 5시 57분(57분) NHK 종합 텔레비전 방송

## 진행자
NHK 방송 센터 소속 아나운서실 소속
진행
- 오다기리 센: NHK 아나운서
- 카타야마 치에코 : NHK 아나운서

중계 리포터, 코너 프레젠터
- 미야자키 케이타 : NHK 아나운서
- 사토 아유미 : NHK 아나운서
- 모리타 마리에 : NHK 아나운서

뉴스 리더
- 이토이 요오지: NHK 아나운서